# Pura Ulun Danu Bratan
Pura Ulun Danu Bratan, ou Pura Bratan, est un important temple hindou Shivaïte à Bali, en Indonésie. Le complexe du temple se trouve sur les rives du lac Bratan, dans les montagnes près de Bedugul (en). L'eau du lac dessert toute la région dans la zone de déversement : en aval, il existe de nombreux temples d'eau plus petits qui sont spécifiques à chaque association d'irrigation (subak).

## L'ensemble du temple
À Bali, les temples hindous sont connus sous le nom de pura, conçus comme des lieux de culte en plein air dans des enceintes murées. Les murs de l'enceinte sont munis d'une série de portails décorées de façon complexe, sans portes pour que le fidèle puisse entrer. La conception et le plan de la pura sacrée suivent une disposition carrée,. Un temple caractéristique est aménagé selon les anciens textes lontaras (en), avec trois cours séparées par des murets percés de portes ornées. La cour extérieure est réservée aux activités séculières, les pavillons servant aux réunions, au repos des artistes et des musiciens lors des festivals. Des stands de nourriture y sont installés pendant les festivals. La cour centrale est une zone de transition entre la partie humaine et la partie divine ; c'est l'endroit où sont préparées les offrandes et où sont entreposés les objets du temple. La cour intérieure est le site des sanctuaires et des cérémonies religieuses.
Les sanctuaires sont connus sous le nom de merus (en) : ce sont des structures carrées avec des bases en briques et de multiples toits de chaume de style pagode. Le nombre de toits reflète le statut de la divinité, et est toujours un nombre impair. Pura Ulun Danu Bratan est l'un des neuf temples « Kahyangan Jagat » de Bali. Le complexe de temples comprend cinq sanctuaires différents dédiés à d'autres dieux hindous.
Construit en 1633, le temple est utilisé pour les offrandes et les cérémonies dédiées à la déesse balinaise de l'eau, du lac et de la rivière Dewi Danu (en), en raison de l'importance du lac Bratan comme principale source d'irrigation dans le centre de Bali. Le meru pelinggih, de 11 étages, du complexe est dédié à Shiva et à sa compagne Parvati. La statue de Bouddha est également présente dans ce temple. Ce temple est également appelé temple de Bali sur le lac car il semble flotter lorsque la rivière Bratan monte.

### Source de la traduction
- (en) Cet article est partiellement ou en totalité issu de l’article de Wikipédia en anglais intitulé « Pura Ulun Danu Bratan » (voir la liste des auteurs).